# Kapos Volán
A Kapos Volán Autóbusz-közlekedési Zrt. (korábban 13. számú Volán Vállalat) Somogy megye helyközi, valamint Siófok, Fonyód, Marcali, Nagyatád, Barcs és Csurgó helyi autóbusz-közlekedését látta el. Kaposvár tömegközlekedését a Kaposvári Közlekedési Zrt. üzemelteti. 2014. december 31-én beolvadt a DDKK-ba.

## Története
1949. február 1-jén alapították jogelődjét, a fővárosi székhelyű Teherautó-fuvarozási Nemzeti Vállalat Kirendeltségét Kaposváron. A hatvanas évek végén elkészült az új kaposvári autóbusz-pályaudvar, a vállalat központi telephelye és központja a Füredi úton. A társaság folyamatosan fejlődött, dolgozóinak száma elérte a 2000 főt, megújult és bővült a járműparkja. A hetvenes évek elején jelent meg a Volán név, a cég új neve 13. sz. Volán Vállalat lett, ez már a többedik névváltozás volt. A Kapos Volán nevet 1984-ben vette föl, 1993 óta részvénytársaságként működik a vállalat. 2014. december 31-én beolvadt a Dél-dunántúli Közlekedési Központ (DDKK) Zrt.-be.

## Járatok
A helyközi közlekedésen kívül, a távolsági járatokkal Kaposvárról a Dunántúl valamennyi megyeszékhelye elérhető - Tatabánya kivételével. Kaposvár és Budapest kapcsolatát naponta 3 autóbuszjárat-pár biztosítja, melyek közül az egyik járatpárt a Volánbusz közlekedteti. A társaságnak 94 helyközi és 11 távolsági vonala van, melyek közül a leghosszabb a Barcs-Nagyatád-Marcali-Lengyeltóti-Budapest a maga 270,2 kilométerével.

## Járműpark
A Kapos Volán összesen 251 autóbuszt üzemeltet.

### Helyközi buszok
- 4 Ikarus 280 csuklósbusz (1986., 1990-1991.)
- 2 Rába Premier 291 csuklósbusz (2000-2001.)
- 17 Ikarus 256 szólóbusz (1980., 1983., 1989., 1997-1998.)
- 51 Ikarus 260 szólóbusz (1985-1992.)
- 4 Ikarus 250 szólóbusz (1991-1992.)
- 24 Ikarus 415 szólóbusz (1994-1995., 1997.)
- 17 Ikarus EAG E94 szólóbusz (1997-1999.)
- 4 Rába Premier 091 szólóbusz (1999.)
- 26 Rába Contact 092 szólóbusz (1999-2001.)
- 1 Rába Contact 302 szólóbusz (2000.)
- 4 Rába Contact 102 szólóbusz (2000-2001.)
- 1 MAN SL223 szólóbusz (2003.)
- 21 Nabi 700 SE szólóbusz (2003-2005.)
- 2 Credo EC 11 szólóbusz (2004.)
- 1 Autosan A1010T szólóbusz (2006.)
- 1 Karosa Irisbus C956 Axer szólóbusz (2006.)
- 30 Credo EC 12 szólóbusz (2006-2007., 2010-2011.)
- 1 Credo IC 12 szólóbusz (2011.)
- 1 Ikarus EAG E13 midibusz
- 1 Iveco 50C14V midibusz (2005.)
- 6 Credo EN 9,5 midibusz (2010-2011.)
- 2 Ikarus 417 csuklósbusz (2011.)
- 1 Nabi Sirius szólóbusz (2012.)

### Távolsági buszok
- 7 Ikarus EAG 395 (1993-1994., 1996.)
- 2 Ikarus EAG E98 HD (1998-1999.)
- 8 Ikarus EAG E95 (2000-2002.)
- 2 Scania Irizar Century Capacity 12 (2001., 2006.)
- 1 Scania Irizar Intercentury Capacity 15 (2007.)
- 1 Autosan Tramp (2010.)

### Siófok helyi buszok
- 4 Credo EN 12 szólóbusz (Két bolygóajtós, helyközi kivitelű, automata sebességváltós járművek (2011-2012))
- 1 Ikarus 415 szólóbusz (Két bolygóajtós, helyközi kivitelű, manuális sebességváltós jármű (1994))
- 1 Nabi Optare midibusz (Két bolygóajtós, városi kivitelű automata sebességváltós jármű (2002))

### Nosztalgia buszok
- 1 Ikarus 630 szólóbusz (1959.)
- 1 Ikarus 55 Lux szólóbusz (1967.)

### Di-Cam Kft. alvállalkozó buszai
- 5 Scania Irizar Intercentury Capacity 15 (2007.)

## Külső hivatkozások
- Kapos Volán Autóbusz-közlekedési Zrt. honlapja